# Madison Park
Pour les articles homonymes, voir Madison.
Madison Park est un duo musical américain composé de DeAnna et James Cool.

## Discographie

### Albums
- 2004 : Boutique
- 2006 : In the Stars
- 2008 : Another Yesterday

### EP
- 2006 : I'm Listening: Club Mix
- 2008 : In a Trance
- 2009 : Another Yesterday :: The remixes
- 2009 : Another Yesterday :: The remixes Round 2'

### Maxi-Singles
- My Personal Moon
- Ocean Drive
- More Than This
- 2006 : I'm Listening
- 2007 : All About the Groove
- 2007 : All About the Groove Round 2
- 2007 : One Day
- 2008 : Come Out And Play